# Mayahuel

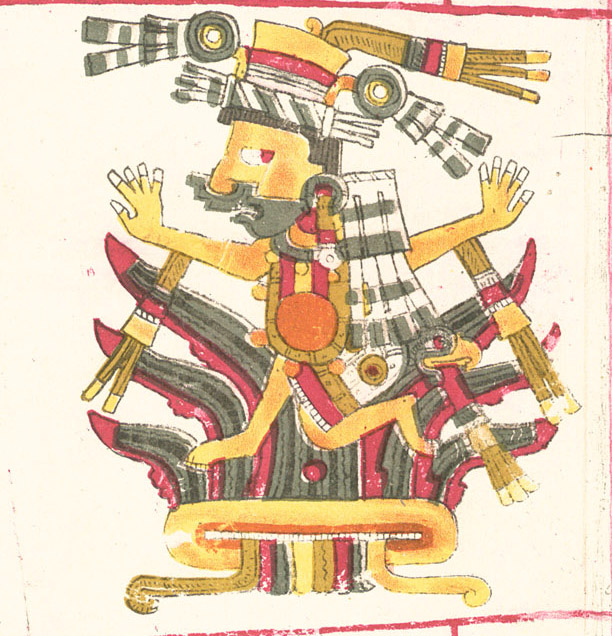
Mayahuel – rysunek z Kodeksu Borgia

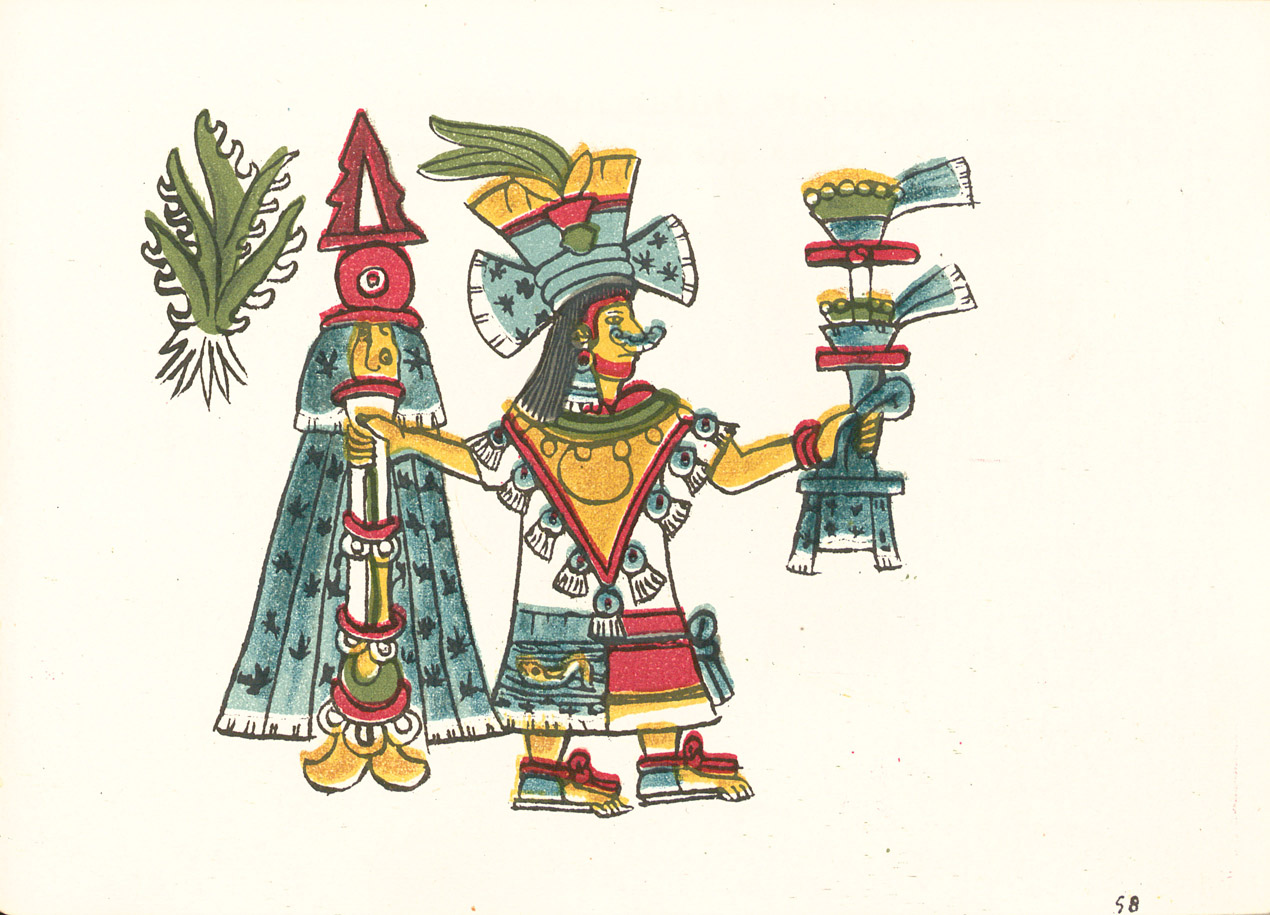
Mayahuel – rysunek z Kodeksu Magliabecchiano

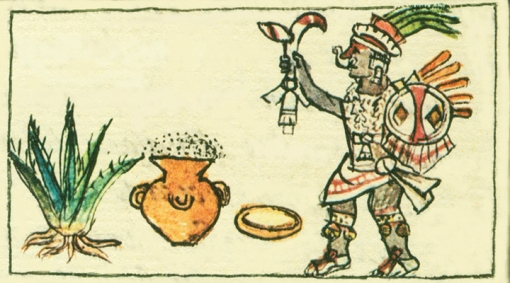
Przygotowanie pulque – rysunek z Kodeksu Florentino

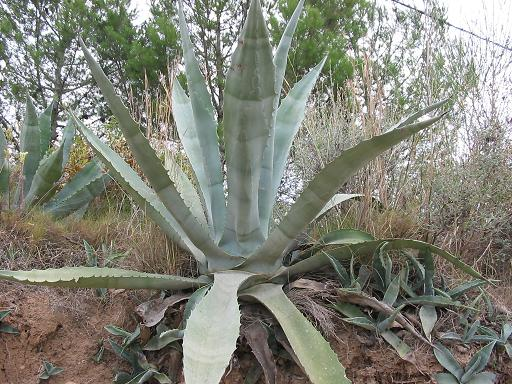
Agawa zwana maguey pulquero, wykorzystywana do wyrobu pulque

Mayahuel (nah. „ta z agawy”) – bogini agawy lub pulque (Octli), napoju alkoholowego wyrabianego z kilku gatunków tej rośliny. Była małżonką azteckiego boga ekstazy i kukurydzy Xochipilli lub boga medycyny Patecatla, z którym według mitycznych przekazów miała syna Centzon Totochtin.
Legenda głosi iż Mayahuel (będąca początkowo zwykłą wiejską kobietą) odkryła, iż sok z agawy poddany fermentacji zamienia się w pulque (Octli), napój o niezwykłych właściwościach. Bogowie docenili to odkrycie i uczynili ją oraz jej małżonka Xochipilli równymi sobie. Spożywający pulque ludzie wpadali w trans, który jak uważano zapewniał kontakt z Mayahuel oraz innymi bogami. Napoju pulque zaczęto zatem początkowo używać w celach religijnych a później także w rozrywkowych. We współczesnym Meksyku pulque ma status napoju narodowego, wyrabia się z niego także mezcal.
Mayahuel była zwykle przedstawiana nago, siedząca na żółwiu, czasami karmiącą piersią.
Była także patronką 8 dnia miesiąca (Tochtli) w kalendarzu azteckim.